# Cá vẩu
Cá khế vây vàng hay cá vẩu (bị viết sai chính tả thành cá vẫu do phương ngữ miền Trung và miền Nam ) hoặc cá háo (danh pháp hai phần: Caranx ignobilis) là một loài cá thuộc họ Cá khế. Loài cá này phân bố khắp vùng biển nhiệt đới Ấn Độ Dương-Thái Bình Dương, với một phạm vi trải dài từ Nam Phi ở phía tây đến Hawaii ở phía đông, bao gồm Nhật Bản ở phía bắc và Úc ở phía nam.
Cá vẩu thường có một màu trắng bạc với các điểm thường xuyên tối, nhưng con đực có thể có màu đen một khi trưởng thành. Đây là loài cá lớn nhất trong chi Caranx, phát triển đến chiều dài tối đa là 170 cm và khối lượng 80 kg. Chúng sinh sống ở một loạt các môi trường biển, từ cửa sông, vịnh nông và đầm phá khi còn chưa trưởng thành và khi đã trưởng thành thì di chuyển đến các vùng nước sâu hơn có rạn san hô, ngoài khơi đảo san hô vịnh lớn. Cá vẩu chưa trưởng thành được biết là sống ở các vùng nước có độ mặn rất thấp chẳng hạn như hồ ven biển và thượng nguồn của các con sông, và có xu hướng thích nước đục.

## Phân loại và phát sinh chủng loài
Theo truyền thống, cá vẩu được phân loại trong chi Caranx thuộc họ Carangidae, trong phân bộ Percoidei của bộ Cá vược (Perciformes).. Tuy nhiên, gần đây các kết quả phát sinh chủng loài cho thấy họ Carangidae thuộc bộ Carangiformes chỉ có quan hệ xa với bộ Perciformes trong Percomorphaceae.
Loài này được miêu tả khoa học chính thức lần đầu tiên bởi nhà tự nhiên học người Thụy Điển Peter Forsskål năm 1775 dựa trên các mẫu vật đánh bắt từ Biển Đỏ tại vùng thuộc Yemen và Ả Rập Xê Út, một trong số này được chọn làm mẫu gốc. Khi đó, ông đặt tên loài này là Scomber ignobilis, tên loài ignobilis có nghĩa là "không rõ" hay "mờ mịt". Nó từng được phân vào chi Scomber, nơi nhiều loài Carangidae được xếp vào trước khi tách ra làm họ riêng. Sau đó, các nhà khoa học chuyển chúng sang chi Caranx. Cá vẩu thường bị nhầm lẫn với Caranx hippos ở Đại Tây Dương, vì chúng cực kỳ giống nhau, khiến vài tác giả cho rằng C. hippos sống ở cả vùng nhiệt đới Thái Bình và Ấn Độ Dương. Sau khi được Forsskål mô tả và đặt tên, loài này bị đổi tên ba lần dưới các danh pháp Caranx lessonii, Caranx ekala và Carangus hippoides, tất cả hiện nay được xem là danh pháp đồng nghĩa muộn không hợp lệ. Tên Carangus hippoides nhấn mạnh sự tương tự với Caranx hippos, tên loài hippoides nghĩa là "giống hippos". Dù Caranx ignobilis và Caranx hippos rất giống nhau, hai loài này chưa bao giờ được xem xét về mặt phát sinh chủng loài, cả về hình thái học lẫn di truyền học, để xác định mối quan hệ giữa chúng.

## Sinh học và sinh thái học
Cá vẩu là loài cá sống đơn độc khi trưởng thành, nó chỉ di chuyển thành đàn cho mục đích sinh sản và hiếm hơn là để săn mồi.

### Chế độ ăn

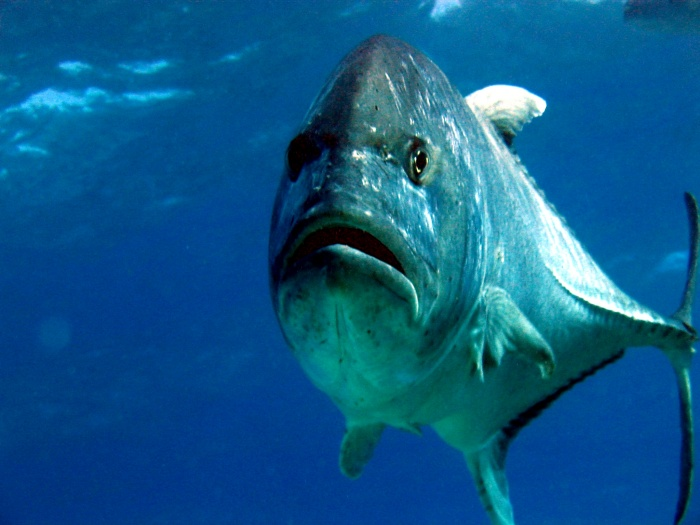
Ảnh chụp từ phía trước cho thấy hình dáng dẹt của loài cá vẩu

Cá vẩu là một loài cá săn mồi đầy sức mạnh, từ vùng cửa sông nơi chúng sống khi còn là con non cho tới vùng rạn san hô và đảo san hô vòng phía ngoài nơi chúng đi tuần khi trưởng thành.

## Hình ảnh

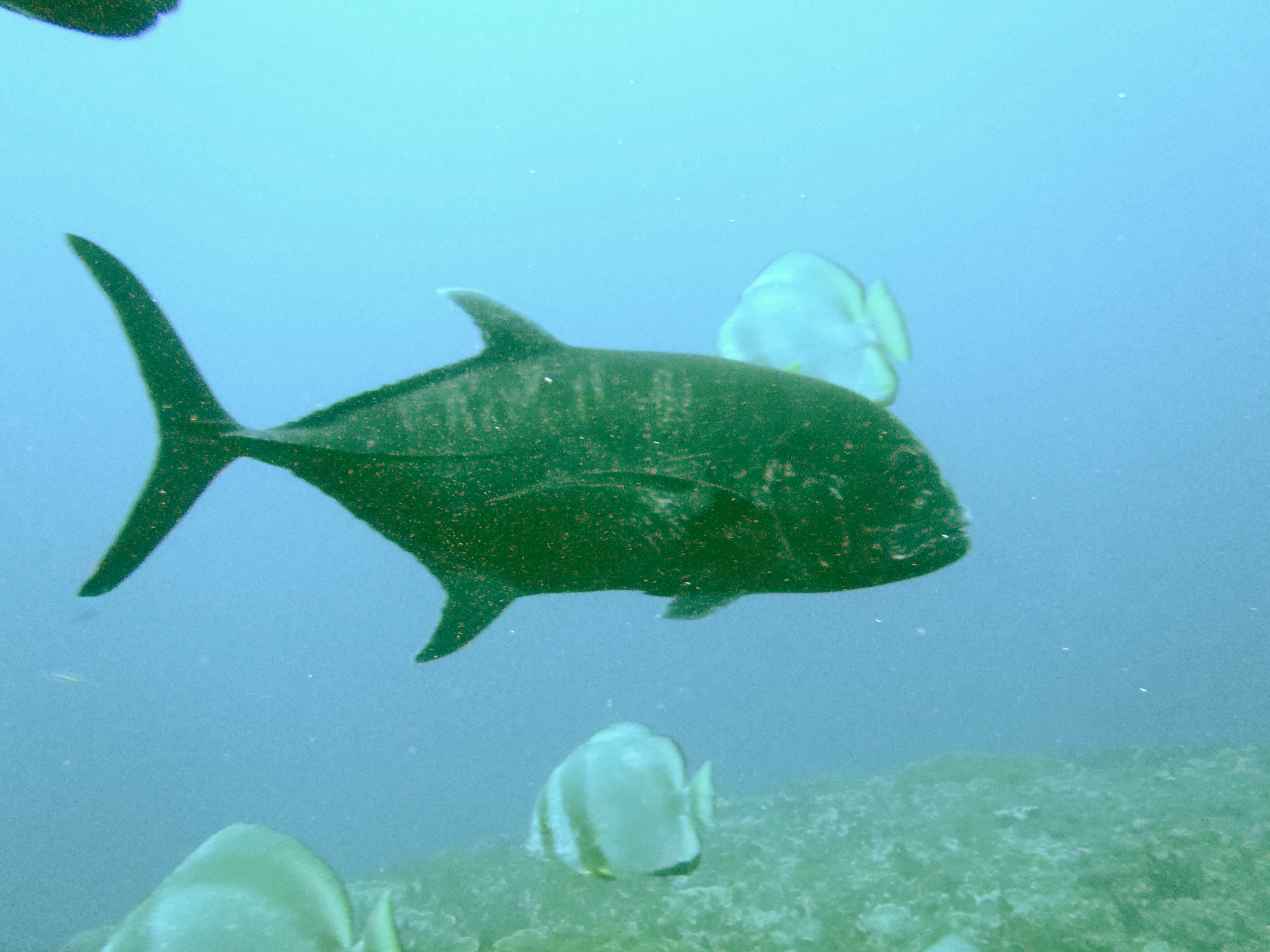
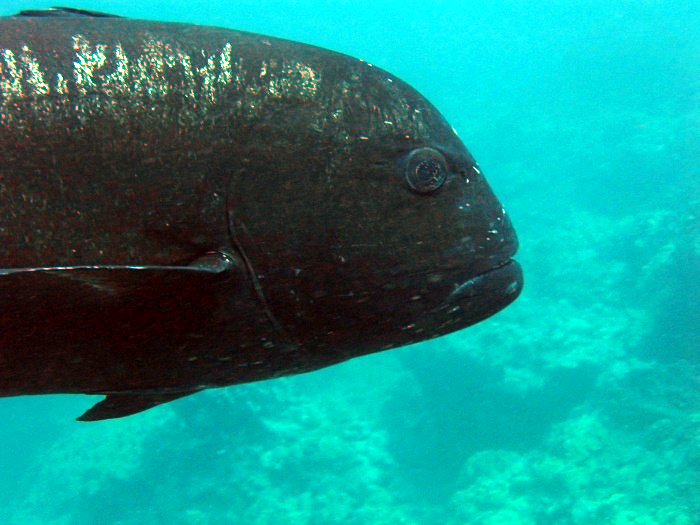
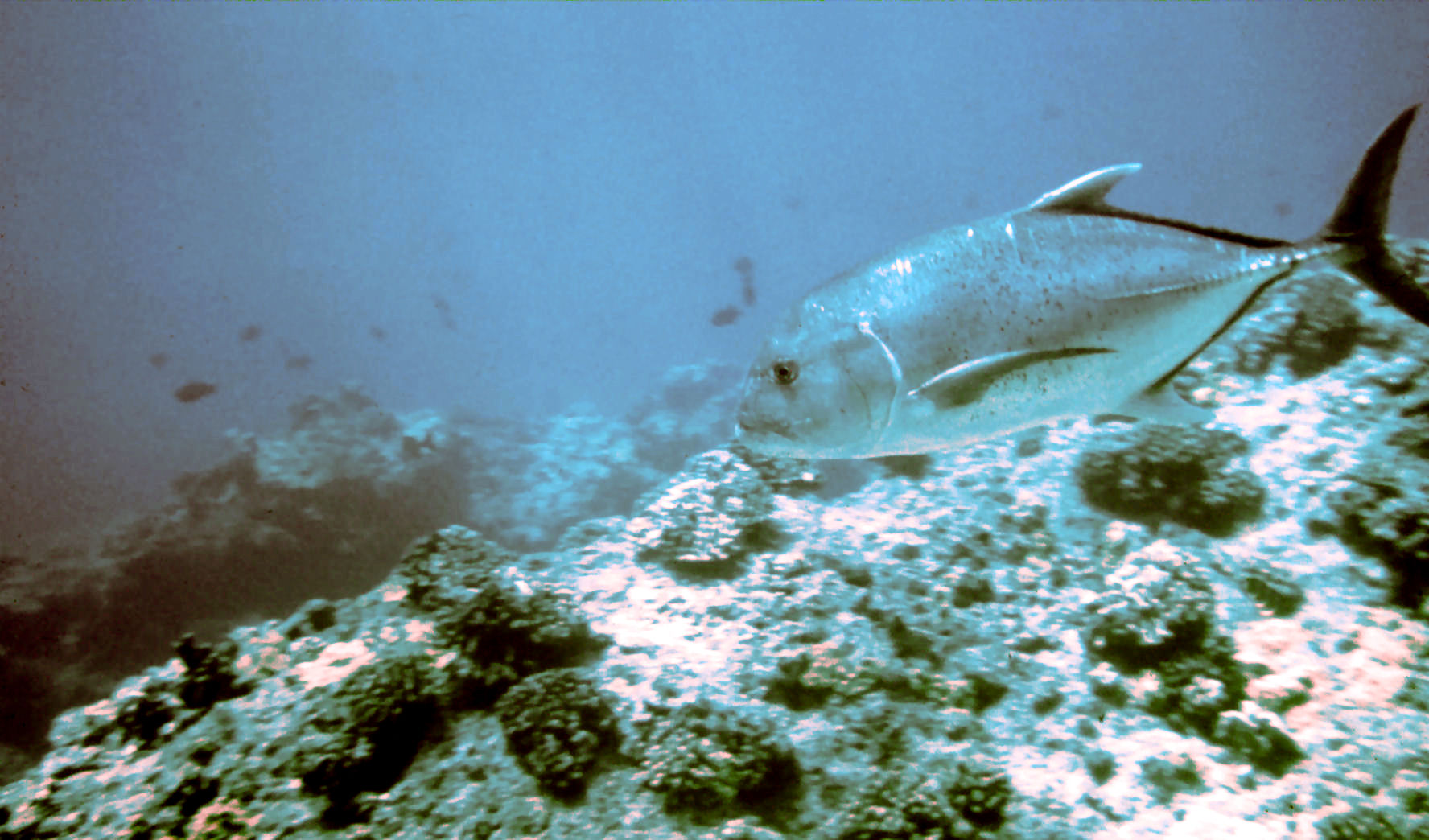
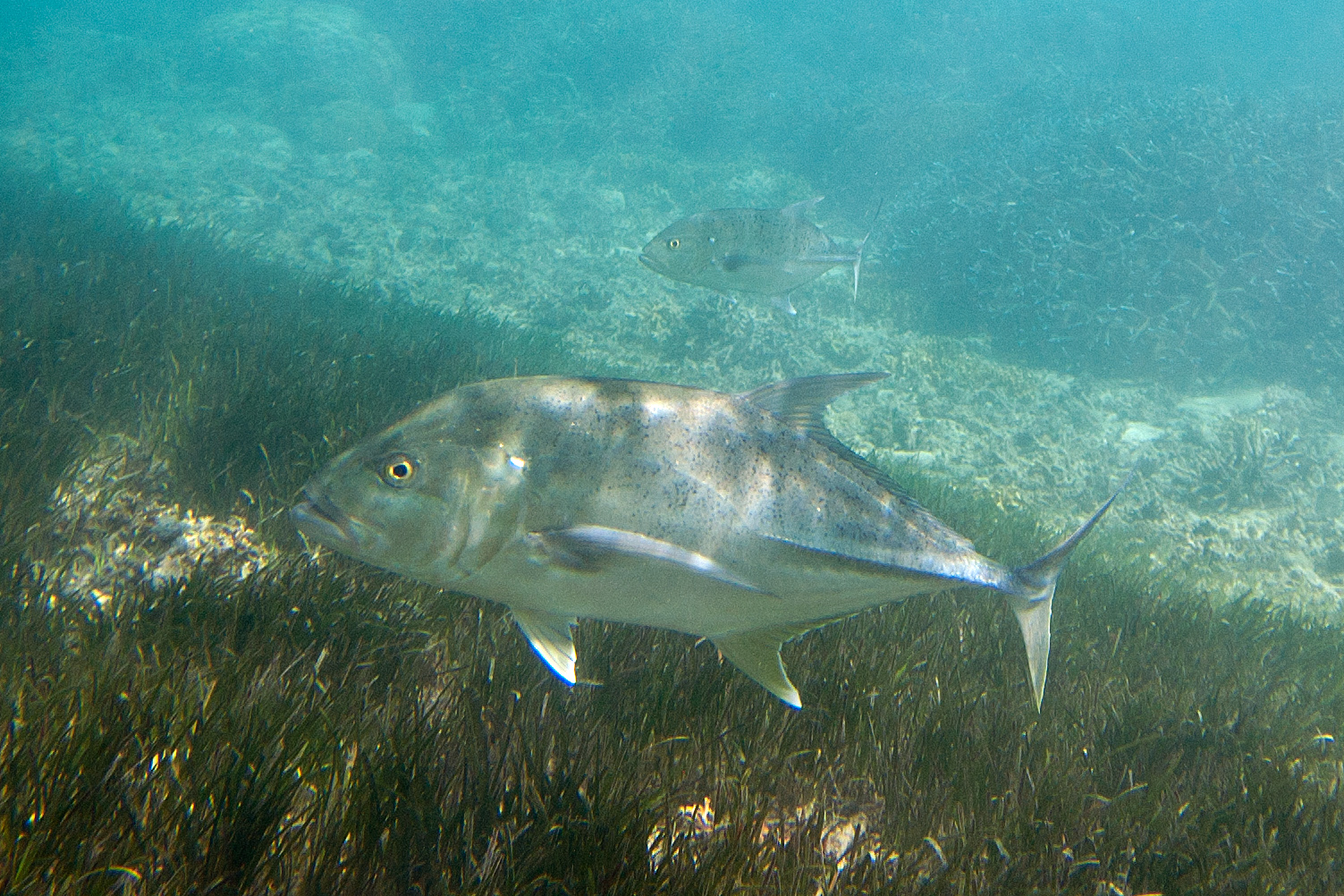